# Дунаєвецький вісник
«Дунаєве́цький ві́сник» — україномовна районна щотижнева газета, заснована Дунаєвецькою районною радою та трудовим колективом редакції, що видається в місті Дунаївці Хмельницької області. Офіційне періодичне видання міста та Дунаєвецького району. Виходить щочетверга.

## Історія
Перший номер газети, яку назвали в дусі часу «Ленінським шляхом», побачив світ у лютому 1930 року. На сторінках переважають публікації про хід колективізації на селі, є окремі замітки про суспільне життя, культуру і освіту.

«Ленінським шляхом» зразок 1930 року

### 1930-1970
В жовтні 1930 року дунаєвецька районка змінює свою назву на «За суцільну колективізацію». У 1932 році редактором газети був Ф. П. Яценко, його заступником — В. П. Куровський. У квітні 1933 року редакцію вже очолював М. Я. Магід.

«За суцільну колективізацію» зразок 1930 року

Після XVII з'їзду партії, де оголошено про завершення колективізації на селі, вона втратила актуальність, а культ вождя пролетаріату набирав поширення. Так у Дунаївцях з‘явився «Сталінським шляхом». Редактором газети у 1936 та до середини квітня 1937 року був О. Качанівський. Заступником — М. З. Гіттер. Згодом редактором газети призначили Ф. Горюнова, а О. Качанівський перейшов на іншу роботу.

«Сталінським шляхом» зразок 1936 року

На початку травня 1945 року керівництво редакцією доручили Г. І. Одінокову, який у другій половині квітня наступного року передав свій пост Науму Борисовичу Гольбергу.
31 березня 1961 року після здобуття вищої професійної освіти колектив очолює Тадеуш Адамович Михайловський. На більш як чверть століття його діяльності припадає не бувалий досі підйом престижу газети.
Відповідно до задуму Микити Сергійовича Хрущова, у травні 1962 року проведено адміністративну реформу, результатом якої стало укрупнення територіальних одиниць. Так, до Дунаєвецького було приєднано Віньковецький і Новоушицький райони. Газета стала міжрайонною і повернула собі першу назву — «Ленінським шляхом». На шпальтах часопису стали з'являтися сміливіші виступи журналістів, значно розширилася тематика публікацій і ракурси висвітлення проблем, четверту сторінку заповнили творчі знахідки місцевих літераторів, розповіді про долі людські та цікавинки. Тираж сягнув за позначку 8 тисяч екземплярів.

«Ленінським шляхом» зразок 1962 року

«Ленінським шляхом» виходила тричі на тиждень — щовівторка, щочетверга та щосуботи. Журналістська майстерність творчих працівників, внутрішня розкутість редактора робили газету читаною і авторитетною.
Про значимість редакції, зокрема, говорить і те, що столична газета «Радянська Україна» у передовій статті «Колективний організатор змагання» № 144 (за 21 червня 1970 р.) серед найкращих місцевих видань згадує дунаєвецький часопис, а невдовзі редактора газети Т. А. Михайловського нагороджують орденом Трудового Червоного Прапора.

### 1970-сьогодення

«Дунаєвецький вісник» зразок 2002 року

1972 року газету нагородили Почесною Грамотою Українського товариства охорони природи за найкраще висвітлення проблем довколишнього середовища. У липні 1973 року Т. А. Михайловського запросили поділитися досвідом роботи на республіканській нараді редакторів. У березні 1976 року «Радянська Україна» знову відзначає дунаївчан серед найкращих, рівно через два роки в інформаційному бюлетні «Журналіст України» редактор Т. А. Михайловський розповів про методи газетярського пошуку і висвітлення актуальних питань в статті «Знахідки і прогалини». 1979 року та ж сама «Радянська Україна» пропагує наш досвід у редакційному клубі «Маяк», а 25 серпня обласна газета «Радянське Поділля» стверджує, що дунаєвецька районка має «своє обличчя».

«Дунаєвецький вісник» зразок 1991 року

Приміщення у якому розташовується редакція газети (2 поверх, ліве крило)

5 травня 1978 року Президія правління Спілки журналістів України нагородила газету Почесним дипломом і найвищою відзнакою Спілки — «Золотим пером» — за творчі успіхи. Тоді ж за високу професійну і організаторську діяльність такої ж честі удостоєний Т. А. Михайловський.
14 жовтня 1986 року Т. А. Михайловський передав справи Анатолію Михайловичу Марценюку, однак новий редактор не довго затримався у цьому кріслі, і 28 лютого 1987 року його посіла Галина Михайлівна Родзевич.

«Дунаєвецький вісник» зразок 2010 року

Завдяки переходу на офсетний друк, підвищеному інтересу населення до преси на хвилі перебудови суспільства, послаблення політичної цензури та зняття табу з окремих «білих плям» історії, а також повного комерціювання періодичних видань всеможливими
послугами — друкуванням вітань, служб знайомств, оголошень купівлі-продажу, вміщенню сенсацій містичного плану, анекдотів, карикатур тощо та відносній дешевизні, газета набирала все більше передплатників. Та з початком економічної стагнації радянського Союзу, девальвації грошей, розшарування суспільства за політичними уподобаннями і появі чималої кількості «легкого чтива» шанувальників районки відчутно поменшало. Це ж продовжується і після утворення незалежної Української держави, коли газета отримала нинішню назву — «Дунаєвецький вісник», оскільки їй дісталися проблеми держави-попередниці.
У 1998 році Галина Родзевич перебрала на себе обов'язки відповідального секретаря, а редактором став Володимир Захар'єв. За його керівництва газетою у редакції з'явився перший комп'ютер, що дало можливість значно покращити дизайн газети. В цей же час на шпальтах почали друкуватись тематичні сторінки, велика увага приділяється публікаціям краєзнавчої тематики, запроваджуються різноманітні конкурси та фотоконкурси, у яких активно беруть участь жителі Дунаєвеччини.
З 2003 року по 2010 рік обов'язки головного редактора газети «Дунаєвецький вісник» виконувала Лемешко Любов Іванівна.За багаторічну сумлінну працю, високий професіоналізм, вагомий внесок у соціально-економічний та культурний розвиток району колектив часопису у 2007 році нагороджений грамотою Хмельницької облдержадміністрації, у 2008 році — грамотами Національної спілки журналістів України та Хмельницької обласної ради. На початку 2010 року наклад тижневика становить 1 800 примірників.
На сьогодні, незважаючи на певні фінансові труднощі, газета живе і оновлюється. Три роки тому вона стала виходити у кольорі. За останні 5 років редакція поповнилась ще двома комп'ютерами, двома цифровими фотоапаратами, дещо оновлено меблі. Районна рада подбала, аби колектив районки мав гарне, затишне приміщення, з сучасним ремонтом, світлими та просторими кабінетами.
У 2010 році в газети змінився головний редактор. Ним стала — Байталюк Валентина Богданівна. Саме під її керівництвом на початку нового 2011 року газета отримала власний сайт, та й надалі продовжує розвиватись.